# Gaya (ville)
Pour les articles homonymes, voir Gaya.
Gaya est une ville du Niger, chef-lieu du département de Gaya dans la région de Dosso, à l'ouest du Niger méridional. Située sur les rives du fleuve Niger, elle constitue une ville carrefour, à la frontière des trois pays : Niger, Bénin et Nigeria.

## Géographie
Gaya est une commune urbaine du département de Gaya, dans la région de Dosso au Niger.

C'est le chef-lieu de ce département.

### Situation
Gaya est située à environ 150 km au sud de Dosso et 289 km au sud-est de Niamey, la capitale du pays

.

La ville est située sur la rive gauche au nord du fleuve Niger, la forêt classée de Gorou Bassounga s'étend à l'ouest. Ville frontière entre le Niger et le Bénin (Malanville à 7 km de Gaya), elle est également proche du Nigeria (Kamba à 32 km de Gaya).
|                     | Tanda               | Bana     |
| Malanville ( Bénin) | Gaya                | Bengou   |
|                     | Malanville ( Bénin) | Tounouga |

### Climat
La température moyenne annuelle à Gaya est de 29 °C.

La pluviométrie moyenne est très forte (800 mm/an environ, sur 70 jours), ce qui en fait une des villes les plus arrosées du Niger.

## Histoire
La ville de Gaya a été fondée aux environs du XVIe siècle par la cohabitation de groupes tchenga et de populations songhaï issues de la désagrégation de l'Empire songhay de Gao . Depuis cette époque, le pouvoir politique traditionnel est détenu par des représentants des lignages songhay, descendants de Samsou Béri, qui régna sur la ville de 1761 à 1779, alors que les Tchenga conservent, jusqu'à son déclin dans la seconde moitié du XXe siècle, autorité sur le pouvoir spirituel traditionnel et les terres de culture . L'actuel Chef de Canton est Yacouba Sodangui depuis mai 2012.

## Population
La population de la commune urbaine était estimée à 56 543 habitants en 2011
,.
La population de Gaya est en majorité constituée de Zarmas, d'Haoussas et de Peuls, ainsi que la population indigène Tchengas.

## Économie
L'économie de la ville est dominée, depuis la libéralisation du commerce des années 1980, par le commerce à longue distance alimenté par le marché mondial. La ville de Gaya est notamment devenue une plate-forme régionale dans le secteur du commerce de ré-exportation des vêtements de seconde main à destination du Nigeria, du Cameroun, du Tchad etc. Gaya est également un centre de transit des voitures d'occasion importées par le port de Cotonou et destinées au marché nigérian, camerounais, tchadien (etc.) et nigérien. À ces activités liées au commerce international, il faut ajouter la production locale de fruits et légumes, notamment l'oignon, facilitée par la proximité au fleuve Niger et aux grandes vallées fossiles (Dallol Fogha) .

### Transport et communication
La ville se trouve sur la route N7, un axe nord-sud qui relie la ville de Dosso (sur la N1) au Bénin. C'est le point de passage du trafic routier entre le Niger et le port de Cotonou.

## Santé
L'hôpital de district de Gaya est installé depuis 1952, la commune compte 3 CSI, Centre de santé intégré à Gaya 1, Gaya 2 et Tara.

## Culture et patrimoine
La semaine culturelle du Dendi s'est déroulée en 2021 et 2022, elle met en valeur les musiques et danses traditionnelles, des expositions de chevaux, des crocodiles, des jeux traditionnels telles que la lutte, la boxe traditionnelle des peuls communément appelée Dambé.